# 塔莉亞·奧·古
塔莉娅·阿勒古尔（阿拉伯語：تاليا الغول）是一位出現在DC漫畫中的超級反派和反英雄，是刺客聯盟的首領拉斯·阿勒古尔的女兒，過去曾是蝙蝠俠的情人，並為他生了一個兒子達米安·韋恩。認為蝙蝠俠沒有阻止姐姐妮莎虐待自己，而達米安又選擇和父親蝙蝠俠在一起，於是由愛生恨，和蝙蝠俠父子作對。
該角色第一次登場時是在《偵探漫畫》第411期（1971年5月），由Dennis O'Neil、Bob Brown和Dick Giordano所創作。
IGN曾將她列為漫畫史上100大超級反派中的第22名，她也被Comics Buyer's Guide列為漫畫史上100位性感女性中的第25位。

## 人物
塔莉娅自幼喪母，因此由父親拉斯·阿勒古尔扶養長大，並接受一切有用的教育好在長大後輔佐父親管理刺客聯盟。
在這期間她結識了正在環遊世界努力學習各種知識的布魯斯·韋恩，兩人一度陷入愛河，但她複雜的背景引來了許多殺機，這也使布魯斯為了救她而常陷入危險之中。於是塔莉娅最後謊稱自己已經流產，要布魯斯不要再理會她而分手。
塔莉娅在之後生下了達米安。由於厭惡父親的所作所為，塔莉娅於是在暗中幫助已成為蝙蝠俠的布魯斯，使他有能力解決了父親拉斯·阿勒古尔與刺客聯盟帶給高譚市的數次危機。
達米安長大後，塔莉娅將蝙蝠俠綁來，告訴他自己其實並未流產的事實。可是隨著達米安逐漸認可父親行俠仗義的舉動，感到自己被拋棄的塔莉娅開始產生怨恨，於是組建了利維坦開始和布魯斯所組織的蝙蝠群英會作對。

## 能力
頂尖的格鬥技巧

## 其他媒體

### 電影
- 《黑暗騎士：黎明昇起》：由瑪莉詠·柯蒂亞飾演。

### 動畫電影
- 《蝙蝠侠：红头罩之下》：无台词角色。
- 《蝙蝠俠之子》[4]：由莫蓮娜·芭卡琳配音。
- 《蝙蝠侠VS罗宾》：出现在蝙蝠侠的幻境中。
- 《蝙蝠俠：勢不兩立》：作為主要反派登場，由莫蓮娜·芭卡琳配音。

### 電子遊戲
- 《樂高蝙蝠俠》：在任天堂DS版本中登場。
- 《DC 超級英雄 Online》：由Ellie McBride配音。
- 《蝙蝠俠：阿卡漢城市》：由史丹娜·凱提克配音。
- 《樂高蝙蝠俠2：DC超級英雄》
- 《蝙蝠俠：阿卡漢騎士》：其遺物的佩劍會在高譚市警局的證物室中陳列著，蝙蝠俠靠近時會小聲地說出「我很抱歉」。由於稻草人的恐懼毒氣的影響，使蝙蝠俠出現小丑的幻覺，小丑偶爾會說出自己如何算計並殺害塔莉亞的經過，但蝙蝠俠並不相信她已死亡。而在DLC追加戰役《影武者戰役》（Shadow War）中，蝙蝠俠可以在刺客聯盟當作據點的醫院停屍間發現塔莉亞的冰櫃中，其遺體已消失的事實。

### 劇集
- 綠箭宇宙
  - 《明日傳奇》第一季：小時候的塔莉亞。
  - 《綠箭俠 (電視劇)》第五季及第七季

## 外部連結
- Talia al Ghul （页面存档备份，存于） on the DC Animated Universe Wiki